# 4952 Kibeshigemaro
4952 Kibeshigemaro este un asteroid din centura principală, descoperit pe 26 martie 1990 de Atsushi Sugie.